# Carl Frithjof Smith
Carl Frithjof Smith (* 5. April 1859 in Oslo; † 11. Oktober 1917 in Weimar) war ein norwegischer Porträt- und Genremaler.

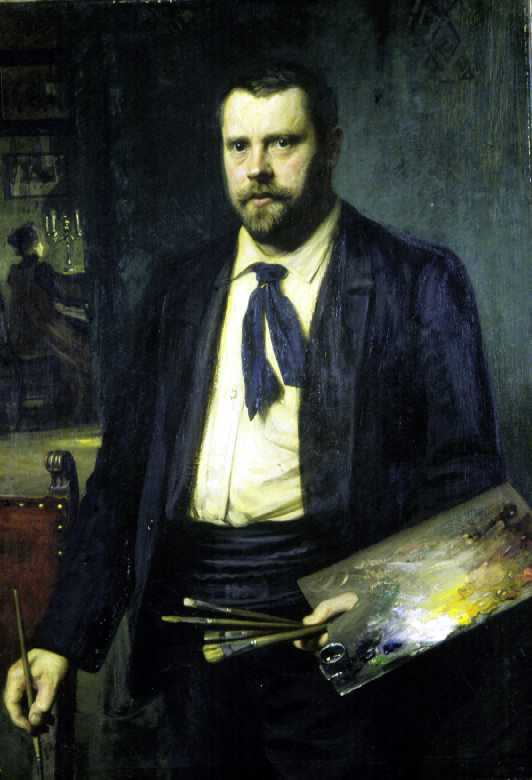
Selbstporträt, Weimar 1905, Oslo Bymuseum

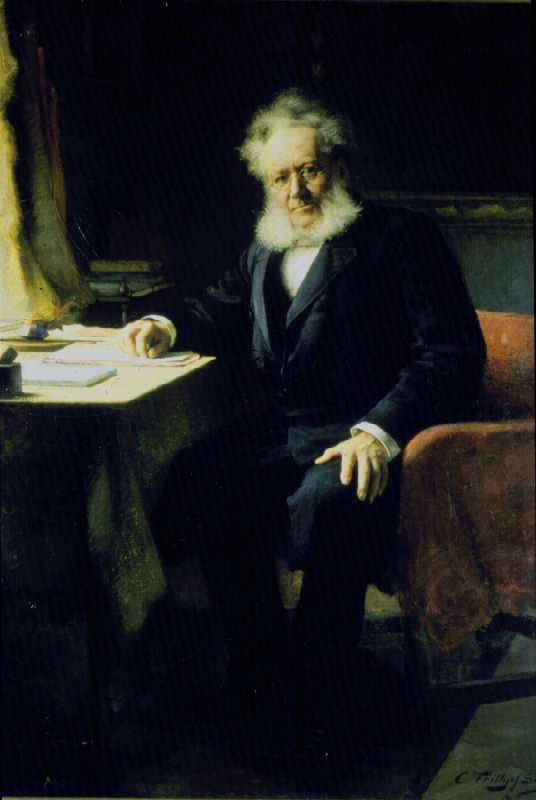
Porträt Henrik Ibsens, München 1890, Oslo Bymuseum

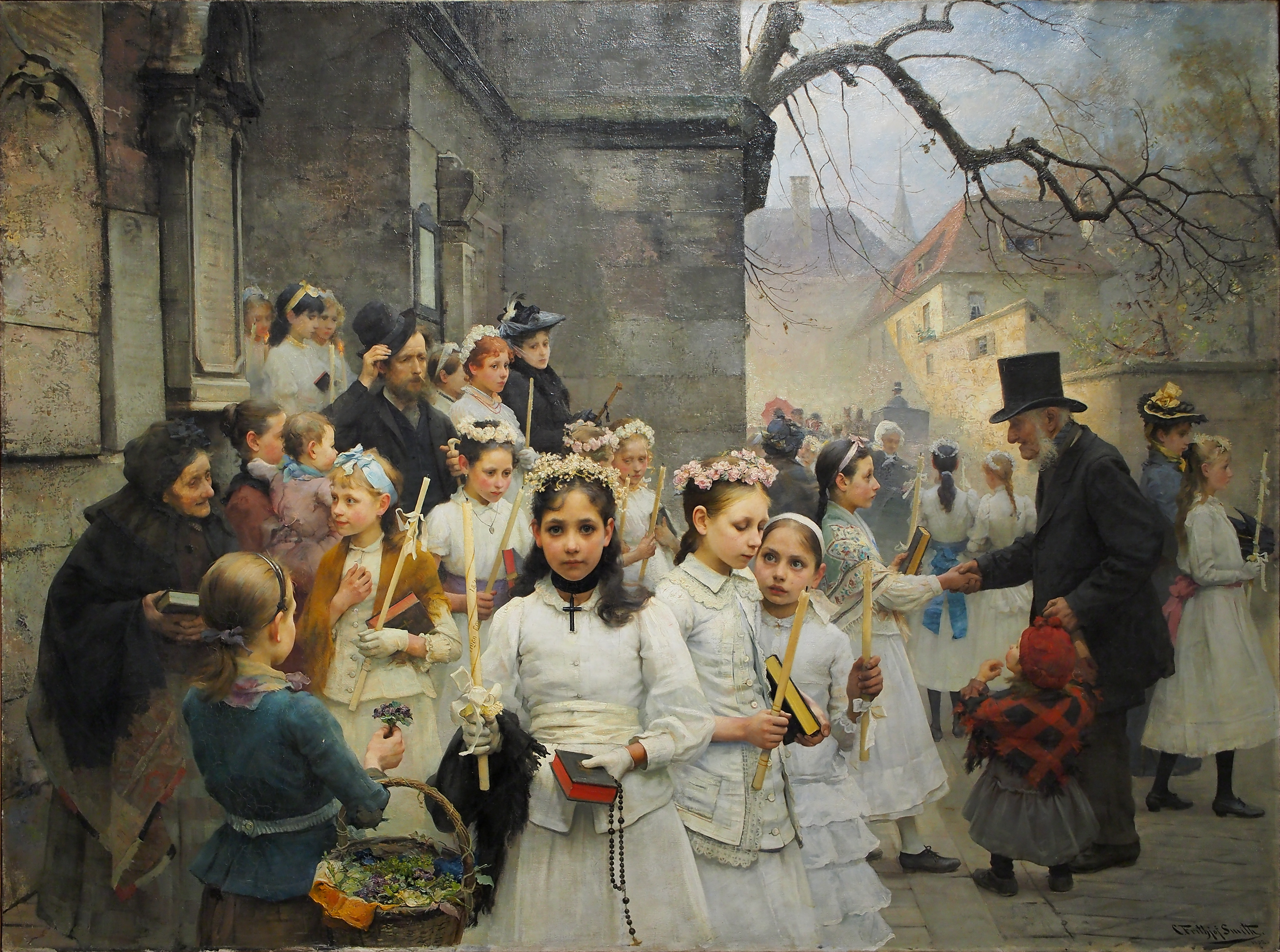
Nach der ersten Communion, 1892, Museo Revoltella, Triest

## Leben
Carl Frithjof Smith wurde 1859 in Christiania, dem heutigen Oslo, als Sohn eines Kürschners geboren. Mit 18 Jahren begann er im Zeichenbüro in den Trondheimer mechanischen Werkstätten, wo er drei Jahre als Zeichner arbeitete und in seiner Freizeit malte.
Seine künstlerische Ausbildung erhielt er von 1880 bis 1884 an der Münchener Kunstakademie unter Ludwig von Löfftz. 1890 folgte er einer Berufung als Professor an die Kunstschule Weimar, an der er bis Ende 1904 tätig war. Auch nach seinem Rücktritt behielt er Weimar als Wohnsitz; zu dieser Zeit war er bereits ordentliches Mitglied des Deutschen Künstlerbundes. Einer seiner bekanntesten Schüler in Weimar war Max Beckmann. Für seine Werke erhielt Smith 1886 und 1891 die kleine goldene Medaille der Berliner Kunstausstellungen, 1888 eine Medaille in München und ebenso 1888 in Wien die silberne Staatsmedaille. Seine Genrebilder wurden vor allem in Deutschland und Schweden bekannt, weniger in seiner Heimat Norwegen, da er dort selten auf Ausstellungen vertreten war.

## Werke/Ausstellungen (Auswahl)
Carl Frithjof Smith war mit seinen Werken regelmäßig vertreten auf den renommierten Ausstellungen, wie der „Internationalen Kunst-Ausstellung“ Berlin (1891), den „Großen Berliner Kunstausstellungen“, im Münchener Glaspalast, den Sächsischen akademischen Kunstausstellungen in Dresden und auch der Wiener Jubiläumsausstellung im Jahre 1888. Seine Werke wurden mehrfach in den entsprechenden Katalogen abgebildet.
- 1888: In der Dorfkirche.[8]
- 1888: Im Spitalgarten.
- 1888: Porträt einer älteren Dame.
- 1889: Auf der Wiese.
- 1890: Porträt Henrik Ibsen.
- 1891: Porträt der Frau Prof. S.[9]
- 1892: Nach der ersten Communion.[10]
- 1892: Besuch im Künstleratelier.
- 1894: Im Abendsonnenschein.
- 1897: Selig seid ihr Armen, denn das Reich Gottes ist euer!
- 1901: Norwegischer Lotse.
- 1906: Abendsonne; Lotsenstation Märdö; Armenhaus in Drontheim; Meine Malhütte im norwegischen Gebirge
- 1911: Alte Rauchstube im Säterstal.[11]
- 1910: Norwegische Rauchstube.
- 1912: Schifferstube auf der Insel Märdö in Norwegen.